# Thale
Thale er en by i den tyske delstat Sachsen-Anhalt og ligger i det nordøstlige hjørne af Harzen.
Byen ligger ved floden Bode, omkring 8 km vest for Quedlinburg. Byen er endestation på Magdeburg–Thale jernbanelinjen.
På klipperne ovenfor Thale ligger Hexentanzplatz (Heksedansepladsen), hvor heksene ifølge legenden danser hvert år på Valborgsaften (på tysk: Walpurgisnacht) den 30. april. Adgang til Hexentanzplatz kan ske i bil eller med svævebanen Bodetal-Seilbahn, der forbinder pladsen med Thale.
- Thale
- Kort fra 1912 over Thale
- Hexentanzplatz ca. år 1900